# Vraiville
Vraiville ist eine französische Gemeinde mit 725 Einwohnern (Stand 1. Januar 2022) im Département Eure in der Region Normandie (vor 2016 Haute-Normandie). Sie gehört zum Arrondissement Bernay und zum Kanton Le Neubourg. Die Einwohner werden Vraivillais genannt.

## Geografie
Vraiville liegt in Nordfrankreich etwa 35 Kilometer südsüdwestlich von Rouen. Umgeben wird Vraiville von den Nachbargemeinden Saint-Didier-des-Bois im Nordwesten und Norden, La Haye-Malherbe im Osten, Surtauville im Osten und Südosten, Daubeuf-la-Campagne im Süden sowie Mandeville im Westen.

## Bevölkerungsentwicklung
| Jahr                       | 1962 | 1968 | 1975 | 1982 | 1990 | 1999 | 2006 | 2019 |
| Einwohner                  | 278  | 300  | 366  | 409  | 458  | 477  | 547  | 728  |
| Quellen: Cassini und INSEE |      |      |      |      |      |      |      |      |

## Sehenswürdigkeiten
- Kirche Saint-Barnabé